# Vuhred
Vuhred je drugo največje naselje v Občini Radlje ob Dravi.
Naselje leži ob vnožju Pohorja na desnem bregu reke Drave na pleistocenski terasi, ki je izhodišče cest v Ribnico na Pohorju, ter ob Dravi navzdol v Podvelko in ob reki navzgor v Vuzenico. 
Vuhred, ki je ob popisu leta 2002 štel 818 prebivalcev, se v starih listinah prvič omenja leta 1407 kot ze Wuecher in 1436 kot Wucher. Kraj je poznam predvsem po splavarstvu in splavarjih imenovanih flosarji. V preteklosti so tu izdelovali plitve štirioglate ladje imenovane šajke, s katerimi so tovorili blago po Dravi.
Na Vuhreškem polju rasteta koruza in sadno drevje. Naravna znamenitost je potok Vuhreščica, ki pada v Dravo v dveh zaporednih slapovih, zgornji je visok 8 m. Po letu 1958 vodno energijo izrablja Hidroelektrarna Vuhred.

## Izvor krajevnega imena
Krajevno ime Vuhred je nejasnega pomena. Ime morda vsebuje srednjevisoko nemško besedo wuocher v pomenu 'sad, doprinos, dobiček, pretirana obrest, oderuštvo', vendar podrobnosti niso jasne. Če omenjena teza drži, bi ime bilo povezano s pobiranjem pristojbin za plutje po reki. Morda pa bi bilo bolje izhajati iz besede wuochrære, ki se je v rednem jezikovnem razvoju razvilo v nemško besedo Wucherer v pomenu 'oderuh' in domnevati disimilacijo r-r, drugi r pa se je razvil r-d.